# Sulița (gmina)
Sulița – gmina w Rumunii, w okręgu Botoszany. Obejmuje miejscowości Cheliș, Dracșani i Sulița. W 2011 roku liczyła 3060 mieszkańców.